# Чоньчупа
Чоньчупа — ручей в России, протекает по территории Кедрозерского сельского поселения Кондопожского района Республики Карелии. Длина ручья — 10 км.

## Общие сведения
Ручей берёт начало из ламбины без названия и далее течёт по заболоченной местности.
Чоньчупа имеет один малый приток длиной 9,0 км (Котручей).
Впадает на высоте 62,6 м над уровнем моря в озеро Сандал.
Населённые пункты на ручье отсутствуют.
Код объекта в государственном водном реестре — 01040100212202000014895.